# Heteropoda striatipes
Heteropoda striatipes là một loài nhện trong họ Sparassidae.
Loài này thuộc chi Heteropoda. Heteropoda striatipes được miêu tả năm 1902 bởi Leardi.